# Las Guásimas, Ahuacatlán
Las Guásimas är en ort i Mexiko.   Den ligger i kommunen Ahuacatlán och delstaten Nayarit, i den centrala delen av landet, 600 km väster om huvudstaden Mexico City. Las Guásimas ligger 1 146 meter över havet och antalet invånare är 134.
Terrängen runt Las Guásimas är huvudsakligen kuperad, men åt sydost är den bergig. Runt Las Guásimas är det ganska glesbefolkat, med 25 invånare per kvadratkilometer. Närmaste större samhälle är Ahuacatlán, 14,2 km öster om Las Guásimas. I omgivningarna runt Las Guásimas växer huvudsakligen savannskog.